# Tlacotepec de Porfirio Díaz
Tlacotepec de Porfirio Díaz (del náhuatl: Tlahco, tepetl, c ‘medio, cerro, en’‘En la mitad del cerro’) es una localidad del estado mexicano de Puebla, localizada en las coordenadas 18°24′21″N 96°51′00″O / 18.40583, -96.85000, en la región de la Sierra Negra, en el extremo sureste del estado. Es cabecera del municipio de San Sebastián Tlacotepec.
Tlacotepec es una palabra de origen náhuatl, que proviene de las raíces tlahco, que significa medio o mitad, y tepetl, cerro, además de la terminación c, por "co", que significa "en". Por tanto, su significado se deduce como en medio del cerro o en la mitad del cerro. Recibió su segundo apelativo en honor de Porfirio Díaz, presidente de México durante más de 30 años y héroe de la Guerra de Reforma y de la Intervención francesa.
Los orígenes históricos de Tlacotepec se remontan a asentamientos nahuas y mazatecos ubicados en lo que hoy es el Valle de Tehuacán, a inicios del siglo XVI el pueblo fue establecido como una encomienda, en el año de 1900 fue constituida en cabecera municipal.
Tlacotepec está considerada como una las principales localidades de la Sierra Negra, y como la cabecera municipal más alejada de la ciudad de Puebla de Zaragoza, debido sobre todo a las dificultades de acceso vía terrestre, ya que los únicos medios de comunicación son carreteras rurales que recorren la orografía escabrosa de la región.